# Partit Democràtic Independent Serbi
El Partit Democràtic Independent Serbi (croat Samostalna demokratska srpska stranka serbi Самостална демократска српска странка) és un partit polític de Croàcia que defensa els serbis de Croàcia.
Fou fundat el 1997 seguint les directrius del Partit Democràtic Independent de Svetozar Pribićević', que va existir durant el Regne de Iugoslàvia. El seu fundador Vojislav Stanimirović creà el partit amb l'ànim de facilitar el retorn dels refugiats serbis de l'operació Tempesta de 1995 per la qual l'exèrcit croat acabà amb la República Sèrbia de Krajina i controlà les fronteres croates reconegudes internacionalment.
A les eleccions legislatives croates de 2003 es va imposar sobre el seu principal rival, el Partit Popular Serbi, i aconseguí els tres escons del Sobor croat reservats a la minoria sèrbia. Alhora, va donar suport al govern d'Ivo Sanader a canvi de facilitar el retorn dels refugiats, enfortir la igualtat nacional, la reforma judicial i la cooperació amb els països veïns. A les eleccions legislatives croates de 2007 també va obtenir els 3 escons de la minoria sèrbia.

## Programa
El SDSS és un partit democràtic d'orientació liberal i socialdemòcrata, però en les circumstàncies actuals, també és un partit nacionalista serbi. Els seus objectius polítics són:
- Retorn dels refugiats, especialment dels serbis, reconstrucció de les zones danyades per la guerra
- El dret a comprar de pisos de propietat estatal, en virtut de la legislació anterior (abans de la reintegració pacífica del Podunavlje croata, quan acabà el termini per a la compra de pisos de propietat estatal)
- La protecció de l'Estat i la garantia dels drets existents de les minories nacionals, especialment els serbis de Croàcia
- Autonomia cultural i educativa dels serbis de Croàcia, a través de l'ús de la llengua sèrbia i escrits, ús dels símbols nacionals, l'educació en serbi i mitjans de comunicació.
- La professionalització de les forces armades
- Regionalisme i descentralització
- Integració de Croàcia a la Unió Europea i desenvolupament de les relacions econòmiques amb Sèrbia i Montenegro.

## Resultats electorals
| Any  | % (Dis. XII) | Escons totals | Districte XII | Districte XII (escons serbis) | Govern        |
| ---- | ------------ | ------------- | ------------- | ----------------------------- | ------------- |
| 2003 | 57.66%       | 3 / 151       | 3 / 8         | 3 / 3                         | Suport extern |
| 2007 | 62.56%       | 3 / 151       | 3 / 8         | 3 / 3                         | Coalició      |
| 2011 | 73.36%       | 3 / 151       | 3 / 8         | 3 / 3                         | Suport extern |
| 2015 | 77.63%       | 3 / 151       | 3 / 8         | 3 / 3                         | Oposició      |
| 2016 | 83.55%       | 3 / 151       | 3 / 8         | 3 / 3                         | Suport extern |
| 2020 | 85.95%       | 3 / 151       | 3 / 8         | 3 / 3                         | Coalició      |
| 2024 | 89%          | 3 / 151       | 3 / 8         | 3 / 3                         | Oposició      |